# The Georgia Satellites
The Georgia Satellites é uma banda de Southern rock estadunidense.
A música Keep Your Hands to Yourself atingiu a 2a posição nas paradas de sucesso americana, atrás apenas de Livin' on a Prayer, do Bon Jovi.

## Músicos
| Formação Atual - Rick Richards – lead guitar, vocais (1980-1984, 1985-1990, 1993-presente) - Rick Price – baixo, vocais (1985-1990, 1993-presente) - Kenny Head – teclados (1993-presente) - Todd Johnston – baterias (1993-presente) | Ex-membros - Dan Baird – vocais, guitarras (1980-1984, 1985-1990) - Keith Christopher – baixo (1980-1982) - David Michaelson – baterias (1980-1982) - Dave Hewitt – baixo (1982-1984) - Randy Delay – baterias (1982-1984; died 1993) - Mauro Magellan – baterias (1985-1990) |

## Discografia

### Álbuns de Estúdio
- 1986 - Georgia Satellites
- 1988 - Open All Night
- 1989 - In the Land of Salvation and Sin
- 1997 - Shaken Not Stirred

### EPs
- Keep the Faith (1985)

### Compilações
- Let It Rock: The Best of the Georgia Satellites (1993)

### Singles
| Year | Song                               | US Hot 100 | Rock |
| ---- | ---------------------------------- | ---------- | ---- |
| 1986 | "Keep Your Hands to Yourself"      | 2          | 2    |
| 1986 | "Battleship Chains"                | 86         | 11   |
| 1986 | "Railroad Steel"                   | —          | 34   |
| 1988 | "Open All Night"                   | —          | 6    |
| 1988 | "Hippy Hippy Shake"                | 45         | 13   |
| 1988 | "Don't Pass Me By" (cover Beatles) | —          | 33   |

## Prêmios e Indicações

### MTV Video Music Awards
| Ano  | Prêmio                             | Indicação                          | Observação           | Resultado | Ref.  |
| ---- | ---------------------------------- | ---------------------------------- | -------------------- | --------- | ----- |
| 1987 | Melhor Novo Artista num Videoclipe | Música Keep Your Hands to Yourself |                      | Indicado  | [ 2 ] |
| 1988 | Melhor Diretor de Arte             | Música Keep Your Hands to Yourself | Diretor: Mary Deacon | Venceu    | [ 3 ] |